# 查理·普斯
（1991年12月2日—），是一位美国歌手、詞曲作家及音樂製作人，出生于美国新泽西州拉姆森，在YouTube上有很高的知名度。2015年，凭借与梅根·崔娜合作的《马文·盖》（Marvin Gaye）被大家所熟知，并迅速走红。之后，其与威茲·哈利法合作演唱的《玩命關頭7》電影片尾曲《再见你一面》（See You Again）一举夺得美国告示牌百強單曲榜共計12週冠軍，并在澳大利亚、奥地利，英国、德国、加拿大、新西兰、爱尔兰、瑞士的单曲榜单排名第一，因此紅遍全球。2016年1月，與席琳娜·戈梅茲合作的《不再甜蜜》（We Don't Talk Anymore）更突破他在YouTube上以往的點擊率，達到30億點擊率，成為查理·普斯第2首在告示牌百強單曲榜的前十單曲。2017年4月，查理·普斯釋出《關注》（Attention ），僅僅幾天便登上了告示牌百強單曲榜前十位。

## 早年生活
查理·普斯生於1991年12月2日，在美國新澤西州拉姆森長大。父親查理·普斯是德國移民後裔，是一名天主教徒，从事地产中介工作。母親黛布拉是猶太人，从事音乐教师工作，并为HBO编写电视广告。他有一个弟弟和一个妹妹，双胞胎史蒂芬和米凯拉，弟弟史蒂芬·普斯也是位歌手。
查理右邊的眉毛有道疤痕，據他自己在Twitter所述，他幼時頭部嚴重受創，以致留下這疤痕。之後在一次雜誌訪問中，他透露這道疤痕是他在兩歲時被狗咬留下的。
查里拥有绝对音高，这是一种少有的音高感受能力。他能够在没有参考音高的情况下，辨别并唱出乐谱的实际音高。在他四岁时，他的母亲向他教授古典音乐和钢琴。他在十岁时开始学习爵士乐，并在十二岁时参加雷德班克 (新澤西州)贝西伯爵剧院的夏季青年爵士乐团。之后，他被贝西伯爵剧院雇用，在查理·布朗的制作中表演。六年级时，他挨家挨户推销他自己录制并发行的圣诞专辑《Have a Merry Charlie Christmas》，卖得600美金。
他于拉姆森圣十字学院和福雷斯特戴尔中学就读，并于2010年在拉姆森费尔纽黑文地区高中畢業。七年级时，他于曼哈顿音乐学院学习预科课程，主修爵士钢琴，兼修古典音乐。之後獲全額獎學金，入讀伯克利音樂學院，主修音樂製作及工程。

## 演艺生涯

### 2009－2014年：事业开端
2009年9月，查理·普斯建立自己的Youtube频道，命名为“Charlies Vlogs”，并在频道中上傳短剧以及翻唱歌曲。2010年，查理發布他第一首歌曲《These Are My Sexy Shades》的音乐录影带。12月10日，他独立发行首张迷你专辑《The Otto Tunes》。2011年，他与艾米莉·卢瑟演唱阿黛尔的《Someone like You》赢得由佩雷斯·希尔顿赞助的線上比赛《Can You Sing?》。同年，艾伦·德杰尼勒斯表示，在看过他们演唱的《Someone like You》后，她与查理和艾米莉签约加入她的唱片公司eleveneleven。查理在演出中演唱这首歌曲。2012年12月，查理發行了一首宣传单曲《Break Again》，艾米莉·卢瑟参与了演唱。音乐录影带在数天后发表。2012年1月25日，查理和艾米莉在艾伦·德杰尼勒斯秀中共同演唱这首歌曲以及怀旧女郎的《Need You Now》。2012年10月，查理在活动中为世界最大的骨髓捐献中心DKMS演出。2012年后期，查理离开eleveneleven。
2013年10月23日，查理在流媒体发行第二张独立迷你专辑《Ego》。他参与许多Youtube制作者的歌曲、音乐创作以及专辑制作。他创作了谢恩·多森的播客《Shane and Friends》的主题曲、夏恩·卡尔视频博客的片头曲、《Internet Killed Televison》的主题曲、一首Youtube组合Our 2nd Life巡回演唱会和电影的歌曲以及Our 2nd Life成员瑞奇·狄龙的数首单曲。2014年，他发行宣传单曲《L.U.V》。音乐录影带由安德鲁·瓦伦丁担任导演。同年，在皮普保罗的第八张录音室专辑《Globalization》中，他共同创作歌曲《Celebrate》。

### 2015年至2016年：《再见你一面》《天马行空》

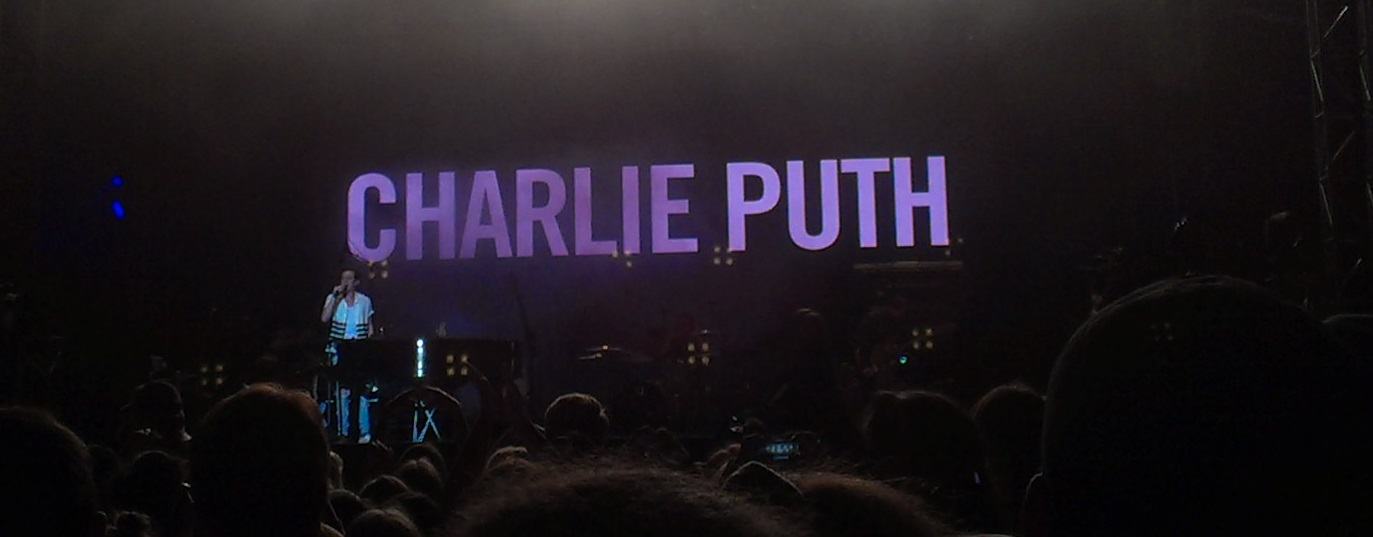
2015年，查理·普斯于圣·让·苏·理查国际气球节。

2015年初，查理·普斯与大西洋唱片签约，过往作品从iTunes中移除。2015年2月，查理發行了独立单曲《马文盖伊》，由梅根·崔娜伴唱。单曲在澳大利亚的销量认证为2× 白金，在新西兰、爱尔兰和英国位居榜首，在美国公告牌百强单曲榜最高排名为21。查理创作、共同制作并与维兹·卡利法共同演唱了《再见你一面》。歌曲是对保罗·沃克的悼念，收录于《速度与激情7：电影原声带》。卡利法创作了说唱歌词，剩余部分由查理创作。歌曲于公告牌百强单曲榜非连续12周登顶。《再见你一面》获得三项格莱美奖提名：年度歌曲、最佳流行组合或合唱团和最佳影视媒体作品歌曲。歌曲还入围BBC音乐奖年度歌曲并获得第73届金球奖最佳原创歌曲提名。查理为崔·颂制作歌曲《Slow Motion》，并安排了与李尔·韦恩和杰森·德鲁罗的共同演唱。
查理于音乐录影带《Dear Future Husband》中饰演梅根·崔娜的心仪对象。她于在线约会服务中结识查理，查理带着比萨饼外卖来到崔娜的家，成功给崔娜留下印象。录影带结尾，崔娜微笑着邀请查理进入她的家。2015年5月1日，查理發行了包含五首歌曲的迷你专辑《Some Type of Love》。2015年6月，他与李尔·韦恩发行了宣传单曲《Nothing but Trouble》，歌曲来自纪录片《808: The Movie》的原声带。2015年期间，查理参与制作数张其他歌手的专辑。他共同创作、制作杰森·德鲁罗专辑《Everything Is 4》中的《Broke》和《Pull Up》，共同创作邦尼·麦琪专辑《Bombastic》中的同名歌曲，并制作席洛·格林专辑《Heart Blanche》中的《Working Class Heroes》。
查理首张独立录音室专辑《天马行空》以及第二首单曲《爱在咫尺》的预购于2015年8月20日开始。歌曲在美国的最高排名为12，在英国的最高排名为26，并于澳大利亚取得第4名的成绩。截至2016年2月，歌曲在美国国内的销量为513700。查理發行了这首歌曲的重混，命名为《爱在咫尺 (Coast to Coast Mix)》，由美国说唱歌手Tyga、Ty Dolla Sign、乡村音乐录音歌手布雷特·埃尔德雷奇以及墨西哥歌手索菲娅·雷耶斯伴唱。
他的独立专辑《天马行空》于2016年1月29日发行。专辑以第三名登陆英国排行榜，在公告牌二百强专辑榜的最高排名为第六名。
2016年3月，查理开始了他的独立演唱会，天马行空巡回演唱会。
2016年，查理成为第一位与德意志音乐签约的歌手。 同年8月，查理首度赴台開唱。

### 2017年至2018年：《聲情記事》
2017年4月21日，查理发布单曲《關注》，该曲是他第二张录音室专辑《聲情記事》的主打歌。该曲在公告牌百强单曲榜最高排第5位，截至2022年4月是独唱艺人在该榜排名最高的作品。第二首歌曲《多久》于2017年10月5日发行，在百强单曲榜最高排第21位。查理也和1世代主唱連恩·佩恩合作单曲《卧室地板》，担任该曲的联合制作人及和声。2018年，客串G-Eazy单曲《宿醉》。2018年1月4日，查理发布《聲情記事》的第一支宣传单曲《如果妳離我而去》，大人小孩雙拍檔客串演唱。
2018年3月15日，专辑第三支单曲《Done for Me》发布，该曲由柯兰尼客串，在公告牌百强单曲榜最高排名第53位。2018年3月25日，查理发布第四首单曲《改变》，詹姆士·泰勒客串。
2018年5月11日，《聲情記事》正式发行，凭借5.8万个专辑等价单位（包括3.9万个纯专辑销量）空降公告牌二百强专辑榜，获得评论人普遍好评。同年启动聲情記事巡演，海莉·史坦菲德友情参演。

### 2019年至今：《查理情深》

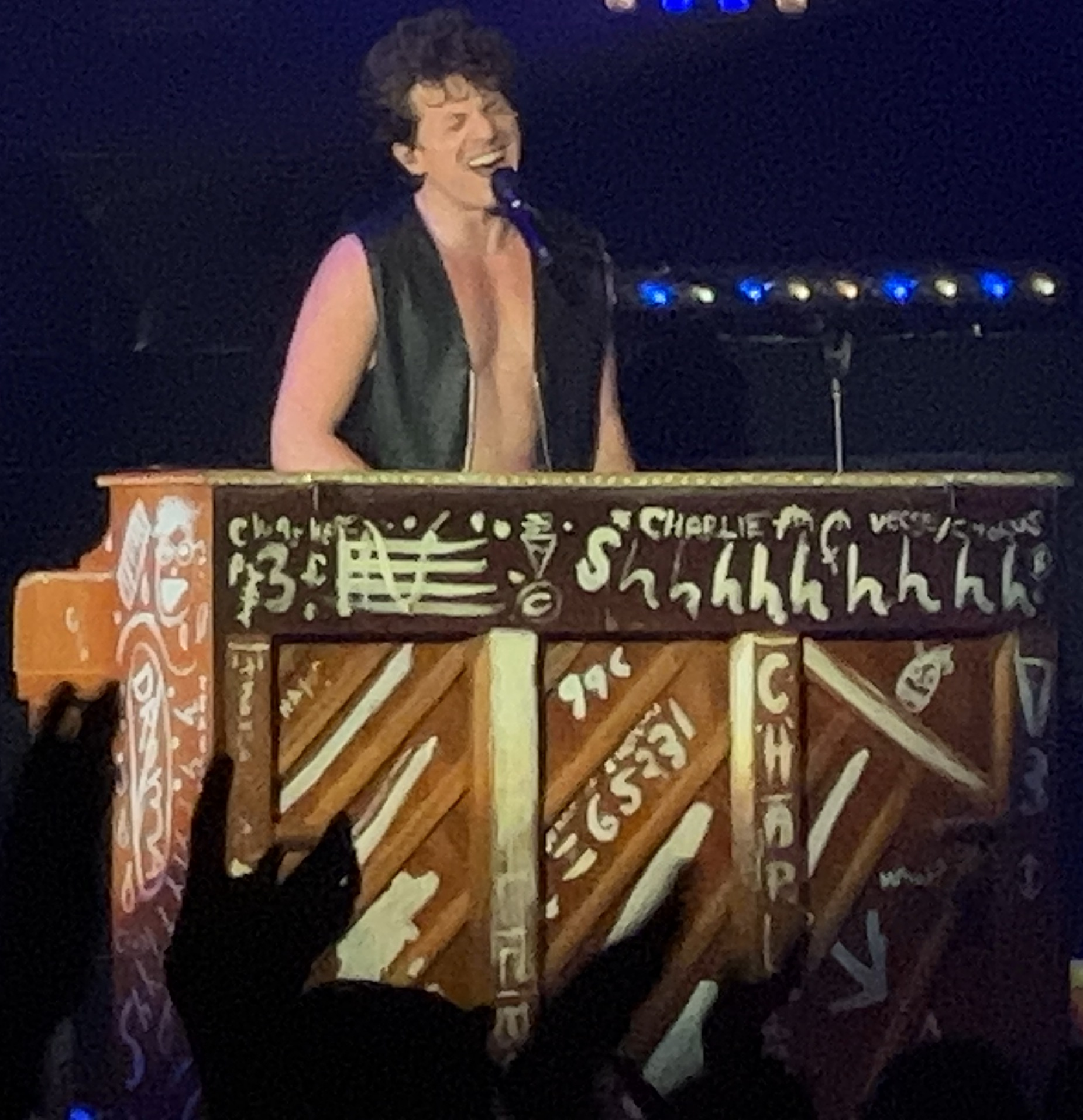
2023年6月，查理现场表演

2019年8月，查理发布单曲《I Warned Myself》，次月发布单曲《Mother》，10月推出第三支单曲《Cheating on You》。2020年初，查理称自己为第三张录音室创作的素材全部报废。2022年，查理称“真心不喜欢”2019年发行的所有音乐，“觉得（自己）只是在装酷”。同年6月推出单曲《Girlfriend》，9月推出单曲《Hard on Yourself》，黑熊客串。2021年9月，与艾爾頓·強推出单曲《After All》，该曲收录于埃尔顿的专辑《封城樂章》。
同样在2021年9月，查理开始在TikTok记录“将一堆杂乱的想法，以及用不同物体制造的噪声组成一首流行歌曲”的过程，在TikTok走红。这首歌就是2022年1月20日发布的《愛情開關》，也就是查理第三张录音室《查理情深》的首支单曲。4月发表单曲《这很荒谬》，6月发布与柾国合作的《Left and Right》。7月7日，查理公布《查理情深》的专辑封面及发行日期。《Smells Like Me"》、《I Don't Think That I Like Her》和《Charlie Be Quiet!》三首单曲在9月份发布。《查理情深》于2022年10月7日发行，随带歌曲《Loser》的MV。2022年10月21日，与Shenseea客串卡尔文·哈里斯第六张专辑《Funk Wav Bounces Vol. 2》单曲《Obsessed》。2023年3月31日，发布与二人组丹和沙伊合作单曲《That's Not How This Works》。同年4月14日，发布《That's Not How This Works》混音版，加入莎賓娜·卡本特的演唱。
2023年8月18日，发布即将推出的第四张录音室专辑单曲《Lipstick》。
2023年6月15日，与韩国歌手Jimin、美国歌手JVKE和Muni Long推出歌曲《Angel Pt. 2》，该曲收录于《玩命關頭X》（2023年）原声带。
2024年，泰勒·斯威夫特在歌曲《苦难诗社》中影射查理，引发舆论关注。
2024年5月10日，推出与Stray Kids合作单曲《Lose My Breath》。6月，加盟中国湖南卫视音乐竞技节目《歌手2024》，后因行程原因退赛。
2025年，加盟中国湖南卫视《歌手2025》，并于5月30日以袭榜歌手身份首次登场。

## 音樂作品
- 《天馬行空》（2016）
- 《聲情記事》（2018）
- 《查理情深（英语：Charlie (Charlie Puth album)）》（2022）

## 影视作品
| 年份 | 片名     | 角色           | 备注                                                         |
| ---- | -------- | -------------- | ------------------------------------------------------------ |
| 2016 | 约会杀手 | 本人           | 《A New Year's Resolution Walks Into a Bar》（第三集第十集） |
| 2016 | 美国之声 | 指导、导师助手 | 第十一季                                                     |

| 年份        | 片名           | 角色     |
| ----------- | -------------- | -------- |
| 2009–2013年 | Charlies Vlogs | 本人     |
| 2011年      | Can You Sing?  | 参赛选手 |